# Felix Burmeister
Felix Burmeister (sinh 9 tháng 3 năm 1990) là một cầu thủ bóng đá Đức. Anh hiện tại thi đấu cho đội bóng Hungary Vasas FC Budapest.